# John Marshal, 7. Earl of Warwick
John Marshal, 7. Earl of Warwick (* nach 1200; † zwischen 3. und 23. Oktober 1242) war ein englischer Adliger.

## Leben
John Marshal entstammte einer Nebenlinie der Familie Marshal. Er war der älteste Sohn seines gleichnamigen Vaters John und von dessen Frau Aline de Ryes. Sein Vater war ein unehelicher Sohn von John Marshal († 1194) und damit ein Neffe von William Marshal, 1. Earl of Pembroke. Wie sein Vater, der vielleicht auch schon für Kämpfe zu alt war, unterstützte er nicht von 1233 bis 1234 die vergebliche Rebellion seines Cousins Richard Marshal, 3. Earl of Pembroke gegen den König. Nach dem Tod seines Vaters huldigte John am 27. Juni 1235 dem König für das Gut von Haselbury in Somerset. Er heiratete Margaret de Beaumont, eine Tochter von Henry de Beaumont, 5. Earl of Warwick. Nach dem kinderlosen Tod von deren Bruder Thomas de Beaumont, 6. Earl of Warwick im Juni 1242 erbte seine Frau dessen Titel und Besitzungen, so dass John Anspruch auf den Titel Earl of Warwick hatte. Er starb aber selbst schon wenig später. Seine Ehe war kinderlos geblieben, sein Erbe wurde sein jüngerer Bruder William Marshal of Norton. Seine Witwe heiratete in zweiter Ehe John de Plessis.